# Облога Бхаратпура (1805)
Облога Бхаратпура відбувалася в часі з 2 січня по 22 лютого 1805 року, є складовою Другої англо-маратхської війни. За цей час сили Британської Ост-Індійської компанії під орудою Джерарда Лейка чотири рази відбили штурми фортеці маратхами.

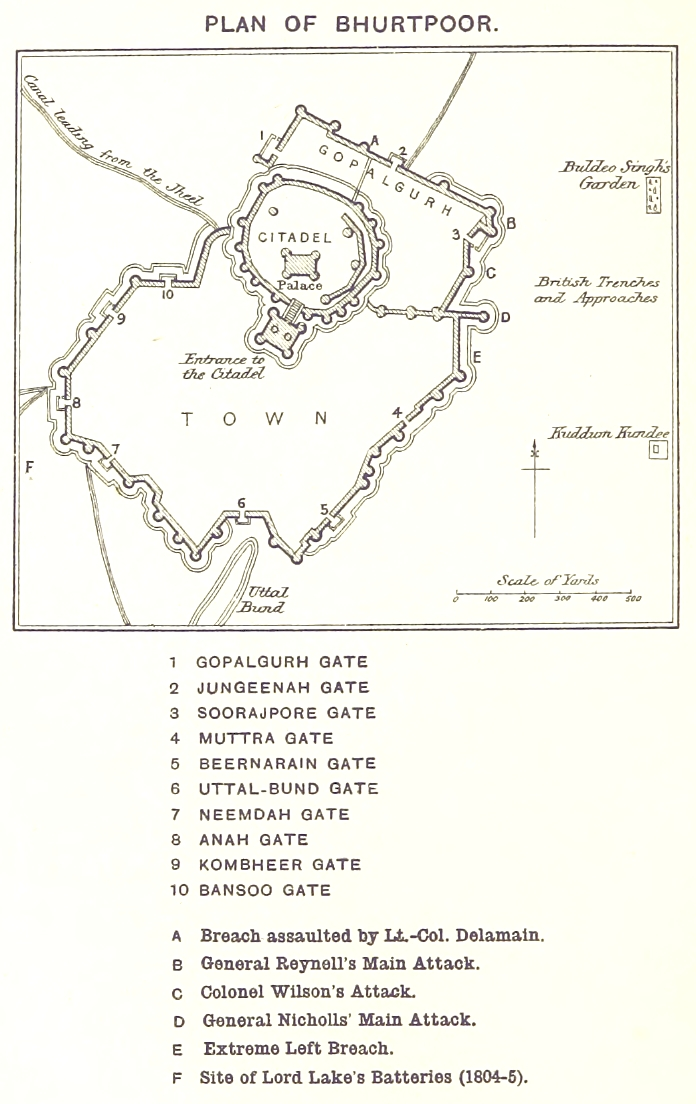
мапа Бхаратпурської фортеці

Ясвант Рао I зазнав поразок від британських сил у боях за Дііг та при облозі Діігського форту. Однак Ранжит Сінгх Бхаратпурський відкрито виступив після боїв за Мукандварський перевал. 2 січня 1805 року до Бхаратпурського форту прибув генерал Джерард Лейк.
Британські обстріли почалися 7 та тривали до 9 січня. Вночі на 9 січня здійснено перший британський напад, керували офіцери Райан, Хоукс і Мейтленд. Напад відбито, у британців вбито до 400 людей, смертельно поранений офіцер Мейтленд. Другу спробу приступу здійснено 16 січня, також відбита, після цього маратхи наповнюють водою рів навколо форту. Того дня британські втрати близько 500 людей, у тому числі керівник наступу офіцер Мак-Рой. Британські сили не знімають облогу, до Лейка прибуває підкріплення, зокрема 1600 вояків генерал-майора Джонса. Це допомогло Лейку укласти угоду з Амір-Ханом, холкарським генералом, який брав участь у набігу на Бунделкханд.
20 лютого відбулася третя атака маратхів, яка теж ні до чого не призвела, як і четверта наступного дня. Британці обраховують свої втрати під час облоги Бхаратпура в 3292 загиблими.
Ранжит Сінгх вирішив прийняти британську пропозицію і виплатив їм депутатський індемнітет, завдяки цьому зберіг свої володіння, в тому числі і Дііг. Після того, як маратхські сили опинилися між трьома британськими загонами — Джеральда Лейка, генерала Джонса та полковника Балла, Ясвант Рао висилає емісарів до Лейка. 24 грудня 1805 року підписано договір, в якому він відмовлявся від претензій на міста Бунді, Рампура, Тонк.